# Karsten Højen
 Der er for få eller ingen kildehenvisninger i denne artikel, hvilket er et problem. Du kan hjælpe ved at angive troværdige kilder til de påstande, som fremføres i artiklen.

Karsten Højen (født 11. juli 1953 i Øster Svenstrup ved Brovst) er højskoleforstander, kulturkonsulent, koncertarrangør, tryllekunstner/artist/gøgler og musiker, underviser, forfatter og foredragsholder.
Karsten Højen mødte i 1969/1970 John Lennon og Yoko Ono da de besøgte Thy og Hanherred under et månedslangt besøg.
Karsten Højen var 2004 udnævnt som Kong Karneval ved det store nordjyske karneval.
Karsten Højen har udviklet, ledet og gennemført mange store kulturprojekter – bl.a. Brovst Musikuge – Festivalen mellem Hav og Fjord (en af Danmarks første store kulturfestivaler som startede i 1981 og kørte som årlig tilbagevendende begivenhed frem til 1992), Ali Babas Karavane (stort børnekulturprojekt med besøg fra 42.000 børn i 2006), Skibet er ladet med... (børnekulturprojekt med gammel tomastet skonnert der sejlede rundt i Nordjylland som sørøverskib og havde besøg af ca. 18.000 børn i 2003), Sputnik – Russisk Kulturfestivalen (festival i Nordjylland, hvor 102 professionelle teaterfolk, musikere, dukketeaterfolk, artister og gøglere fra Skt Pedersborg i Rusland optrådte overalt i Nordjylland i 2005), Go Global – Verdensmusik i Nordjylland (Nordeuropas største verdensmusikfestival nogen sinde i 2008 – mere end 300 decentrale verdensmusik koncerter fordelt over hele Nordjylland  og spillet af mere end 60 topprofessionelle bands og artister fra store dele af verdens lande), MY VOICE – International musik- & filmfestival i Nordjylland 2010 (Nordjysk festival med musik og film fra 3. verdenslande), Women of the World – Live in Concert 2010 (festival med en lang række koncerter med muslimske kvinder fra en stor del af verden)
Karsten Højen har startet en del festivaler og rytmiske spillesteder, bl.a. Musik Cafeen i Løgstør, Birdy Festivalen i Aalborg, spillestedet Brovst Musikforsyning/Skovsgård Hotel, Spillestedet Trekanten i Aalborg, Open Air en´ dagsfestivalerne i Mølleparken i Aalborg, Aalborg Internationale Folk Festival, Aalborg Kulturfestival, Rock på Kokkedal Slot, Viseklub på Bratskov i Brovst, Torslev Børnekulturklub m.fl.
Karsten Højen har modtaget en del kulturpriser og hædersbeviser: bl.a. var han første modtager af LO´s nordjyske kulturpris “Søren Prisen”, har modtaget Brovst Turist- & Erhvervsråds initiativpris, Kulturelle Samvirkers kulturpris m.fl. Og senest var han modtager af Danish World Music Award 2008 – specialprisen for sit store engagement i Go Global – Verdensmusik i Nordjylland.
Karsten Højen er politisk aktiv og har siddet i mange bestyrelser, nævn og råd. Var fra 2002 til 2007 indvalgt i Nordjyllands Amtsråd for socialdemokratiet.
Af jobs som Karsten Højen har bestridt gennem tiden, kan nævnes: industriarbejder, smed og maskinarbejder, klubleder i den kulturelle ungdomsklub Leifig, underviser på EIFU centre, fyrværker i Brdr. Højens Festfyrværkeri, aktivitetsleder i Dansk Folkeferie, Fritids- & kulturkonsulent i Aalborg kommune, kunstnerisk leder af Aalborg Festival, Forstander på Løgstør Daghøjskole, forstander på Brovst Daghøjskole, Børnekulturkonsulent i Nordjyllands Amt, kulturkonsulent og projektleder i Region Nordjylland og siden maj 2013 direktør og kulturformidler i Kultur- & ErhvervsCenter Jammerbugt.
Karsten Højen er gift og har tre voksne børn.
Karsten Højen kan mødes under følgende kunstnernavne: Troldmanden Store Kassa (tryllekunstner), Sultanen den store Alkassani fra Ali Babas Karavane (skuespil), Sørøverkassa (skuespil), Den Rigtige Grønlandske Julemand (skuespil) m.fl.
Bands gennem tiderne: Underground Blues Station (blues/rock), De Skovsgård Spillemænd (folk), Shangrila (jazz/rock), Sunshine Explosion (jazz/rock)